# فرانچسکو پیگونی
فرانچسکو پیگونی (انگلیسی: Francesco Pigoni؛ زادهٔ ۲۹ مارس ۱۹۸۶) بازیکن فوتبال اهل ایتالیا است.
از باشگاه‌هایی که در آن بازی کرده‌است می‌توان به باشگاه فوتبال تیرانا و باشگاه فوتبال پرو ورچلی اشاره کرد.